# Mora köping
Denna artikel handlar om den tidigare kommunen Mora köping. För orten se Mora. För kommunen, se Mora kommun.
Mora var en tidigare köping i Kopparbergs län. 

## Administrativ historik
Köpingen bildades 1959 genom ett namnbyte av Morastrands köping när Mora landskommun inkorporerades. Köpingen ombildades 1971 till Mora kommun.
I kyrkligt hänseende hörde köpingen till Mora församling.

## Heraldiskt vapen
Blasonering: I rött fält en bild av Sankt Mikael och draken, allt av guld.
Vapnet togs över från landskommunen, som antagit det 1946.

## Geografi

### Tätorter i kommunen 1960
| Tätort         | Folkmängd |
| -------------- | --------- |
| Mora           | 6 032     |
| Färnäs         | 1 063     |
| Nusnäs         | 771       |
| Östnor         | 550       |
| Bonäs          | 464       |
| Vinäs          | 333       |
| Öna            | 326       |
| Kråkberg       | 303       |
| Selja          | 288       |
| Oxberg         | 271       |
| Garsås         | 255       |
| Vika station   | 249       |
| Ryssa, del ava | 27        |

Tätortsgraden i kommunen var den 1 november 1960 84,8 procent.

## Befolkningsutveckling
| Befolkningsutvecklingen i Mora köping 1960–1970 | Befolkningsutvecklingen i Mora köping 1960–1970 | Befolkningsutvecklingen i Mora köping 1960–1970 | Befolkningsutvecklingen i Mora köping 1960–1970 | Befolkningsutvecklingen i Mora köping 1960–1970 |
| ----------------------------------------------- | ----------------------------------------------- | ----------------------------------------------- | ----------------------------------------------- | ----------------------------------------------- |
|                                                 |                                                 |                                                 |                                                 |                                                 |
| År                                              |                                                 |                                                 | Invånare                                        |                                                 |
| 1960                                            | 1960                                            |                                                 | 12 898                                          | 12 898                                          |
| 1965                                            | 1965                                            |                                                 | 13 021                                          | 13 021                                          |
| 1970                                            | 1970                                            |                                                 | 13 403                                          | 13 403                                          |
| Källa: SCB - Statistisk årsbok för Sverige.     |                                                 |                                                 |                                                 |                                                 |

## Politik

### Mandatfördelning i valen 1958-1966
| 18 | 9 | 7 | 6 |

| 35 |

| 19 | 10 | 7 | 4 |

| 37 |

| 2 | 14 | 13 | 6 |  | 4 |

| 34 | 6 |